# Površna sljepoočna arterija
Površna sljepoočna arterija (lat. arteria temporalis superficialis) je krvna žila glave, koja polazi kao manja od dviju završnih grana vanjske arterije glave (lat. arteria carotis externa).
Površna sljepoočna arterija počinje nakon što se vanjska karotida podijeli na nju i arteriju gornje čeljusti (lat. arteria maxillaris) iza vrata donje čuljusti (lat. mandibula) u doušnoj žlijezdi (lat. glandula parotis).
Ogranci arterije su:
- lat. arteria transversa faciei
- lat. arteria temporalis media
- lat. rami auriculares anteriores
- lat. arteria zygomaticoorbitalis (ili može polaziti od srednje temporalne arterije)
- lat. rami parotidei
- završne grane
  - lat. ramus parietalis
  - lat. ramus frontalis